# فونیکس هیروشیما
فونیکس هیروشیما (به انگلیسی: Phoenix of Hiroshima) یک کشتی است که طول آن ۵۰ فوت (۱۵ متر) می‌باشد. این کشتی در سال ۱۹۵۴ ساخته شد.